# 新村乡 (达州市)
新村乡，是中华人民共和国四川省达州市通川区曾经下辖的一个乡。2019年12月，撤销新村乡，将原新村乡绿萌社区、染河村、长河村、封口村、曾家沟村所属行政区域划归双龙镇管辖，将原新村乡梨园村所属行政区域划归蒲家镇管辖。

## 行政区划
新村乡撤销前下辖以下地区：
绿荫社区、曾家沟村、梨园村、封口村、长河村和染河村。